# Gare de Rédange (France)
Ne doit pas être confondu avec Gare de Belval-Rédange.
La gare de Rédange est une ancienne gare ferroviaire française de la ligne d'Audun-le-Tiche à Hussigny-Godbrange située sur le territoire de la commune de Rédange dans le département de la Moselle en région Grand Est.
Mise en service en 1880 elle est fermée en 1987 et déclassée en 1994.

## Situation ferroviaire
Établie à 350 m d'altitude, la gare de Rédange était située au point kilométrique (PK) 4,6 de la ligne d'Audun-le-Tiche à Hussigny-Godbrange entre la gare d'Audun-le-Tiche et la gare industrielle de Rédange (Moselle) Aldergrund, qui constituait le terminus sauf durant la période 1917-1967.

## Histoire
Construit par la Direction générale impériale des chemins de fer d'Alsace-Lorraine (EL), l'embranchement d'Audun-le-Tiche à Rédange est inauguré le 1er avril 1880, tout comme la ligne d'Esch-sur-Alzette à Audun-le-Tiche. Alors uniquement accessible depuis le Grand-duché de Luxembourg, par le réseau ferroviaire Guillaume-Luxembourg également exploité par l'EL depuis la défaite de 1871. Rédenge est alors une petite station située non loin de la frontière avec la France. Nichée entre le Luxembourg et la Meurthe-et-Moselle française, la concession minière de Rédange est attribuée en 1873 et la mine entre en activité en 1888. L'usine sidérurgique de Rédange est quant à elle fondée en 1886 et comporte des forges ainsi qu'un haut-fourneau. La ligne se prolonge par le tunnel d'Aldergrund, percé de 1878 à 1880, qui aboutit à la gare de Rédange (Moselle) Aldergrund où est évacuée la production des mines de Halberg, Heydt et Dillingen.
Ce territoire au sous-sol riche en minerai était encore totalement dépourvu de chemin de fer en 1870. De l'autre côté, la Compagnie des chemins de fer de l'Est a mis en service la ligne de Longwy à Villerupt-Micheville en 1878, puis réalisé en 1907 une ligne reliant le bassin de Briey à la ville de Villerupt, aux nombreux hauts-fourneaux, à un kilomètre seulement d'Audun-le-Tiche où l'industrie du fer et de l'acier est également florissante. La construction en 1899-1903 de la difficile ligne de Fontoy à Audun-le-Tiche met en communication les gares de Rédange et Audun-le-Tiche avec Thionville.
En 1917, alors que les Allemands occupent une partie du territoire français, un prolongement de la ligne de Rédenge, un prolongement est construit entre Rédange (Aldergrund) et Hussigny-Godbrange. Cette section très courte permettait l'interconnexion des deux réseaux, Hussiny-Godbrange se trouvant sur la ligne de Longwy à Villerupt. Après l'armistice, l'ensemble de la ligne devient française. Elle perd ses trains de voyageurs en 1937.
Le déclin de la sidérurgie Lorraine s'accompagne d'une réduction de la concentration de voies ferrées dans la région. La section de Rédangeest fermée aux marchandises le 22 mai 1966. Le reste de la ligne ferme le 31 juillet 1987 et est déclassée le 11 juillet 1994.

## Patrimoine ferroviaire
D'aspect semblable aux petites gares rurales d'Alsace-Lorraine et du Luxembourg construites après 1871, le bâtiment voyageurs (BV) de la gare de Rédange est reconverti en habitation. Il se compose d'un large volume de deux travées sous un toit à deux versants avec une aile plus étroite, d'une travée. La halle aux marchandises, bâtie en bois, était directement accolée au BV.